# تل کشی
تل کشی، روستایی در دهستان عمادده بخش صحرای باغ شهرستان لارستان در استان فارس ایران است.

## جمعیت
بر پایه سرشماری عمومی نفوس و مسکن در سال ۱۳۹۵، جمعیت این روستا برابر با ۱۰۳ نفر (۲۸ خانوار) بوده است.